# Gabi Wagner
Gabi Wagner (* 21. Mai 1958 in Blieskastel) ist eine deutsche Grafikerin.

## Leben
Nach einer Lehre als Schilder- und Lichtreklameherstellerin studierte Gabi Wagner an der Staatlichen Schule für Kunst und Handwerk in Saarbrücken u. a. in der Klasse „Grundlehre“ bei Oskar Holweck. Anschließend absolvierte sie an der FH Saarbrücken ein Studium als Kommunikationsdesignerin, das sie im Jahre 1986 mit dem Diplom abschloss. Von 1986 bis 1988 studierte sie an der École des Beaux-Arts in Marseille. Seit 2004 ist Gabi Wagner Mitglied im Bundesverband Bildender Künstlerinnen und Künstler (BBK).
Gabi Wagner lebt und arbeitet in Saarbrücken und Marseille.

## Werk
Gabi Wagners Ausdrucksmittel ist die Radierung. Hierbei überschreitet sie die Grenzen der klassischen Arbeitsweise mit der Kaltnadel, indem sie zum Drucken objets trouvés wie Tetra Paks, Disketten oder CDs benutzt. Ihre experimentellen Arbeiten sind dadurch eine moderne Weiterentwicklung traditioneller Arbeitsweisen. Darüber hinaus hat sie eine Technik entwickelt, die ohne den üblichen Einsatz giftiger Stoffe zum Ätzen auskommt.
Gabi Wagner verfügt über eine eigene Druckwerkstatt sowohl in Saarbrücken als auch in Marseille und bietet dort auch Radierkurse an.

## Ausstellungen (Auswahl)
- 1999: „Kunst im Kasten“, Saarländisches Künstlerhaus, Saarbrücken
- 1999: „Rot“, O.T. Galerie, Saarbrücken
- 1999: „Videostills“, O.T. Galerie, Saarbrücken
- 2000: „Wort und Bild“, Saarländisches Künstlerhaus, Saarbrücken
- 2002: „Bazart“, Amsterdam, Berlin, Paris, Bordeaux
- 2003: „Einsichten“, Schloss Dagstuhl
- 2003: 6. Internationale Grafiktriennale, Chamalières
- 2006: 7. Internationale Grafiktriennale, Chamalières
- 2007: Internationale Grafiktriennale Oldenburg/Krakau (zweite Kooperation der Triennalen)
- 2007: Internationale Grafikbiennale Sarcelles/Paris
- 2007: „Camouflage“, Saarländisches Künstlerhaus, Saarbrücken
- 2008: Internationale Grafikbiennale „Jesús Núñez“, La Coruna (Premio internacional de arte gráfico "Jesús Núñez")
- 2008: BBK Rheinland-Pfalz, Mainz
- 2008: Grafikbiennale SUDestampe, Nîmes, Galerie La Salamandre
- 2009: 60 Jahre BBK Rheinland-Pfalz
- 2010: „angezettelt“ – 25 Jahre Saarländisches Künstlerhaus, Saarbrücken
- 2010: 8. Internationale Grafiktriennale, Chamalières
- 2010: Grafikbiennale SUDestampe, Nîmes, Galerie La Salamandre
- 2013: „Marseille en Sarre / Saarland in Marseille“, Saarländisches Künstlerhaus, Saarbrücken
- 2014: Grafikbiennale SUDestampe, Nîmes, Galerie La Salamandre
- 2015: Internationale Grafikbiennale Sarcelles/Paris